# Darcy Mitani
Darcy Mitani (* 17. Oktober 1973 in Dryden, Ontario) ist ein ehemaliger kanadischer Eishockeyspieler mit japanischer Staatsbürgerschaft, der den Großteil seiner Karriere für die Nippon Paper Cranes in der Japan Ice Hockey League und der Asia League Ice Hockey spielte.

## Karriere
Darcy Mitani, der seine Karriere bei Dryden MHA in seinem Heimatort begann, spielte von 1990 bis 1992 bei den Thunder Bay Flyers in der United States Hockey League, der wichtigsten Juniorenliga der Vereinigten Staaten. Während seines Studiums an der University of North Dakota spielte er für das Hochschulteam der Fighting Sioux in der National Collegiate Athletic Association. 1996 wechselte er in die East Coast Hockey League zu den Charlotte Checkers, wechselte aber im Frühjahr 1997 zum Ligakonkurrenten Wheeling Nailers, mit denen er die Playoffs erreichte, wo man allerdings bereits in der ersten Runde gegen die Peoria Rivermen mit 0:3 den kürzeren zog.
Anschließend wechselte Mitani, der japanische Vorfahren hat, zu den Nippon Paper Cranes in die Japan Ice Hockey League. Dabei war er 1999 und 2000 jeweils drittbester Scorer der Liga. Ab 2004 spielte er mit den Cranes in der Asia League Ice Hockey und konnte diese 2004, 2007 und 2009 gewinnen. Er selbst war 2005 Topscorer und bester Vorlagengeber. Neben den Erfolgen in der Asia League gewann Mitani mit dem Team aus Kushiro 2006, 2007 und 2010 auch die All Japan Ice Hockey Championship. 2010 wechselte er nach Korea zum Asia-League-Rivalen High1, wo er 2012 die Korea Domestic Championship, den südkoreanischen Eishockeypokal, gewinnen konnte. Als er 2012 seine Karriere beendete, war er mit 372 Punkten in 274 Spielen der Topscorer der Asia League.

### International
Darcy Mitani, der kanadisch-japanischer Doppelstaatler ist, nahm für Japan an der Weltmeisterschaft 2008 in der Division I teil und war dort mit sechs Punkten (darunter vier Toren) bester Scorer seiner Mannschaft. Außerdem vertrat er die Ostasiaten bei der Olympiaqualifikation für die Winterspiele in Vancouver 2010.

## Erfolge und Auszeichnungen
- 2004 Gewinn der Asia League Ice Hockey mit den Nippon Paper Cranes
- 2005 Topscorer und bester Vorlagengeber der Asia League Ice Hockey
- 2006 Japanischer Meister mit den Nippon Paper Cranes
- 2007 Meisterschaft der Asia League Ice Hockey mit den Nippon Paper Cranes
- 2007 Japanischer Meister mit den Nippon Paper Cranes
- 2009 Meisterschaft der Asia League Ice Hockey mit den Nippon Paper Cranes
- 2010 Japanischer Meister mit den Nippon Paper Cranes
- 2012 Südkoreanischer Pokalsieger mit High1

## Asia-League-Statistik
(Stand: Ende der Saison 2011/12)